# Liste von Pallottinerniederlassungen
Die Liste von Pallottinerniederlassungen enthält Klöster und weitere Niederlassungen der Gesellschaft des Katholischen Apostolates.

## Pallottiner

### Bestehende Niederlassungen
Gegenwärtig gibt es über 300 Niederlassungen von Pallottinern auf allen Kontinenten. Diese sind in sechs Regionen und vierzehn Provinzen unterteilt.

#### Herz-Jesu-Provinz
Die Herz-Jesu-Provinz in Deutschland und Österreich unterhält über 20 Häuser und Einrichtungen, darunter Exerzitienhäuser, Schulen und Jugendhilfeeinrichtungen.
Sie hat auch Delegaturen in Kamerun, Südafrika, Kanada, Kroatien und Spanien.
Deutschland
- Alzenau in Unterfranken, seit 1955
- Augsburg, ehemalige Provinzverwaltung
- Bad Zwischenahn Rektorat, seit 1945/46
- Berlin, seit 1993
- Bruchsal, seit 1915
- Dortmund mit  Stadtkirche, seit 1998
- Frankfurt am Main, Flughafenseelsorge
- Pallottinerkirche St. Johannes der Täufer  Freising
- Provinzhaus Friedberg, Bayern, mit Noviziat, seit 1937
- Hamburg, seit 1921, erstes katholisches Männerkloster in Hamburg seit der Reformation
- Schloss Hersberg bei Immenstaad am Bodensee
- Hofstetten bei Falkenstein Oberpfalz
- Kälberau, seit 1955, mit Wallfahrtskirche Maria vom rauhen Wind, noch zwei Brüder

- Konstanz, seit 1920
- Pallottinerkloster Limburg an der Lahn, seit 1892, erstes Pallottinerkloster in Deutschland
- Martinshöhe
- Mülheim/Ruhr, seit 1955, mit vietnamesischer Mission seit 1993
- München Pallottihaus
- Neunkirchen (Saar)

- Schönstatt, seit 1901
- Vinzenz Pallotti University, und Haus Wasserburg, Niederlassung seit 1945
- Völklingen-Wehrden, seit 1947
- St. Bonifatius Wiesbaden
- Koblenz, Bundeswehrzentralkrankenhaus, Militärseelsorge seit 2016

Österreich
- Pallottiner Salzburg
- Pallottihaus Wien

### Weitere Regionen und Provinzen
Italien
- Rom, Sitz des Generalats

Polen
- Częstochowa (Tschenstochau), nach 1945, mit Wallfahrtskirche
- Poznań, Sitz einer Provinz
- Warschau, Sitz einer Provinz
- Ząbkowice (Frankenstein), Schlesien, seit 1945, vorher deutsches Kloster mit Schule 1919–1940[1]

Schweiz
- Freiburg im Üecbtland
- Gossau, mit Gymnasium Friedberg

### Ehemalige Pallottinerniederlassungen
Deutschland
- Pallottinerkloster Koblenz (1893–1978)
- Pallottinerkloster Olpe (1915–2018)
- Osterfeld (1954–vor 2004)
- Rheinbach (1935–2016)[2]

- Reuschberg, Spessart (1924–1967)[3]
- Schmerlenbach (1985–2001)
- Untermerzbach (1922–2009)

Polen
- Katscher (Kietrz), Schlesien, deutsche Niederlassung mit Schule (1930–1940)

Kamerun
- Pallottinermission in Kamerun, 1890–1916, deutsche Missionsstationen, später wieder eine Delegatur der deutschen Pallottiner, seit 2008 eine eigenständige Verwaltungseinheit im Status einer Region[4]

## Pallottinerinnen
Deutschland
- Bensberg (Bergisch Gladbach)
- Refrath (Bergisch Gladbach)
- Kloster Marienborn, Limburg an der Lahn, Provinzhaus der Pallottinerinnen
- München

Schweiz
- Niederuzwil
- Bernhardzell (Waldkirch SG)